# Apeadeiro de Vilarinha
O Apeadeiro de Vilarinha, originalmente denominado de Biquinha, foi uma gare do Ramal de Matosinhos, que servia a localidade de Vilarinha, no Distrito do Porto, em Portugal.

## História
O Ramal de Matosinhos foi construído em 1884, para transportar materiais desde as Pedreiras de São Gens até aos molhes do Porto de Leixões, e em 1893 principiaram os comboios de passageiros e mercadorias, pela Companhia do Caminho de Ferro do Porto à Póvoa e Famalicão.
Um diploma publicado no Diário do Governo n.º 94, II Série, de 25 de Abril de 1949, aprovou um projecto da Companhia dos Caminhos de Ferro Portugueses para a rectificação das distâncias de aplicação de várias gares no Ramal de Matosinhos, incluindo Vilarinha, que nessa altura possuía a categoria de paragem.
No dia 30 de Junho de 1965, foi encerrada a exploração ferroviária do Ramal de Matosinhos.